# El Pedroso
El Pedroso è un comune spagnolo di 2 351 abitanti situato nella comunità autonoma dell'Andalusia.